# 殷纯
殷纯（？—？），三国时期蜀汉官员。曾任大司马属等职，但显然权力不是很大，是个虚职。陈寿在《三国志》中也没具体记载。公元220年，曹丕篡汉自立的消息传到蜀地，殷纯和张裔等人进言劝刘备也称帝，最后刘备只听从诸葛亮的建议。蜀汉灭亡后生死不明。